# Аулиеколски район
Аулиеколски район (на казахски: Әулиекөл ауданы) е съставна част на Костанайска област, Казахстан. Административен център е село Аулиекол. Обща площ 10 930 км2 и население 41 291 души (по приблизителна оценка към 1 януари 2020 г.).